# Последний вампир (фильм, 1993)
«Последний вампир» — британский телевизионный фильм, снятый по рассказу Артура Конан Дойля «Вампир в Суссексе», в главной роли с Джереми Бреттом.

## Сюжет
Англичанин, женатый на перуанке, обращается за помощью к Холмсу: несколько раз он видел, что жена пьет кровь их сына. Расследование приводит Холмса к таинственным обстоятельствам…

## В ролях
- Джереми Бретт — Шерлок Холмс, знаменитый лондонский частный сыщик
- Эдвард Хардвик — доктор Джон Ватсон, друг, помощник и биограф Шерлока Холмса
- Энтони Бенсон — Викарий
- Стивен Мак-Дональд — мистер Роберт Фергюсон
- Рой Марсден — Джон Стоктон
- Иоланда Васкес — Карлотта
- Ричард Дэмпси — Джек Фергюсон
- Джульетт Обри — Долорес
- Элизабет Спригс — миссис Мейсон
- Фред Джонс — мистер Педлар

## Интересные факты
Фильм является весьма свободной интерпретацией первоисточника: сюжет расширен, количество жертв увеличено, характеры героев изменены и добавлены новые персонажи, а так же развита вампирская тема, поданная в рассказе весьма скупо и с известной иронией. Здесь Холмса в деревню приглашает некий священник, обеспокоенный загадочной смертью ребёнка. Главным подозреваемым в фильме является вовсе не упомянутый в рассказе мистер Джон Стоктон. Этот человек, недавно прибывший в Англию, по слухам происходит из семьи вампиров, что еще раз подчеркивает тот мистический флёр с которым постоянно заигрывает картина. Расследование, как и его финал также значительно отличаются от первоисточника.